# Alan Rickman
Alan Sidney Patrick Rickman (Londres, 21 de febrero de 1946-Londres, 14 de enero de 2016)fue un actor, director de cine y teatro y diseñador gráfico británico. Entre sus múltiples trabajos de gran reconocimiento, los de mayor repercusión son su interpretación de Severus Snape en la saga cinematográfica de Harry Potter, el terrorista Hans Gruber en la primera entrega de Die Hard y el sheriff de Nottingham en Robin Hood

## Biografía

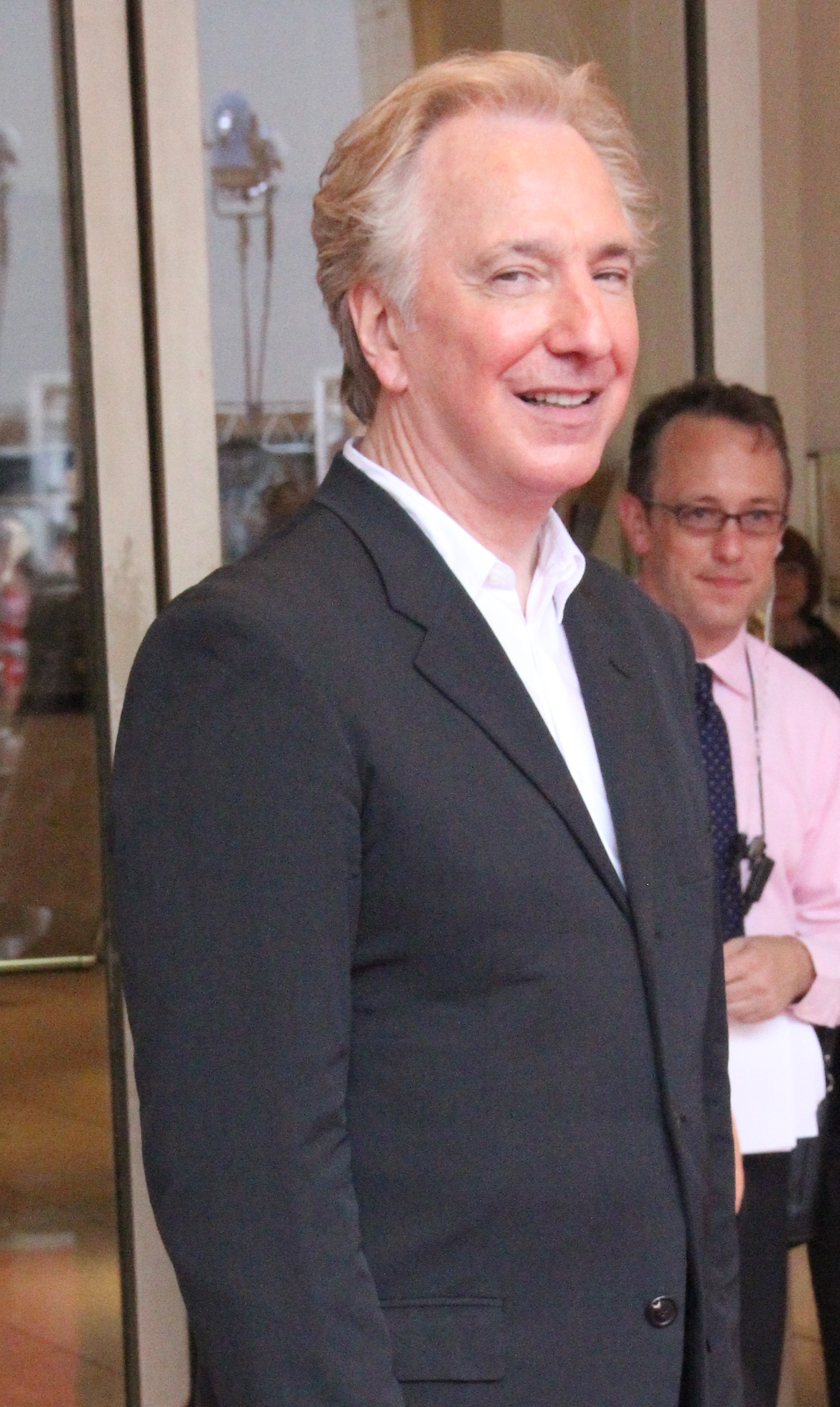
Rickman en el estreno de Harry Potter y las reliquias de la Muerte: parte 2 en junio de 2011.

Alan Sidney Patrick Rickman nació el 21 de febrero de 1946, en Hammersmith, Londres, Inglaterra. Era el segundo hijo de una familia de clase trabajadora compuesta por un padre irlandés y una madre galesa. Tenía un hermano mayor (David) y dos hermanos menores (Michael y Sheila).
Estudió gracias a una beca en la Latymer School, donde comenzó a intervenir en producciones escolares. Influenciado por su fallecido padre, un pintor y decorador que murió de cáncer cuando Alan tenía solamente ocho años, decidió convertirse en diseñador gráfico estudiando en la Chelsea College of Art. Al mismo tiempo realizaba sus primeros proyectos  como intérprete en la compañía amateur teatral The Brook Green Players, donde actuaba también su futura novia Rima Horton.
Tras probar fortuna con una empresa de diseño con varios amigos, a los veintiséis años decidió solicitar una beca para estudiar en la Real Academia de Arte Dramático (RADA) de Londres, de la que fue vicepresidente desde 2003 hasta su muerte. Fue aceptado tras interpretar un pasaje de Ricardo III, de William Shakespeare.
En 1975, tras pasar tres años en la RADA, empezó su carrera como actor profesional. Los dos primeros años, por ley, los actores recién graduados sólo podían hacer teatro de repertorio.
En febrero de 1978 debutó en su primer papel televisivo como Teobaldo en la obra de teatro Romeo y Julieta en formato de miniserie para la cadena BBC. En 1982 protagonizó su primera película para televisión, Busted. Ese mismo año alcanzó el reconocimiento de público y crítica por su papel de Reverendo Obadiah Slope en una adaptación de Las torres de Barchester, de Anthony Trollope llamada The Chronicles of Barsetshire, también para la BBC.
Otros trabajos notables para la televisión incluyen: The Preacher, dentro de la serie Revolutionary Witness (1989), que conmemoraba los 200 años del inicio de la Revolución francesa; Rasputín (1996), película para HBO sobre la vida de Grigori Rasputín y por la que recibió, entre otros premios, un Emmy y un Globo de Oro; Something the Lord Made (2004), también para HBO; y A Song for Lunch (2010). La película Truly, Madly, Deeply (1990), traducida a veces como Un fantasma enamorado, fue grabada para emitirse por televisión, pero después del gran éxito cosechado en el Reino Unido, se adaptó al formato cinematográfico en 1991.
En teatro saltó a la fama en Les Liaisons Dangereuses (1985-1987), una novela epistolar de Pierre Choderlos de Laclos, adaptada por Christopher Hampton y dirigida por Howard Davies. Rickman interpretó al vizconde de Valmont y Lindsay Duncan a la marquesa de Merteuil. Su enorme éxito en el West End y Broadway llamó la atención de las productoras de Hollywood, que en seguida quisieron hacerse con los derechos de la obra para realizar una película en la que no contaron con ninguno de los actores de la obra de teatro.
Entró en la Royal Shakespeare Company por primera vez en 1978 y, tras abandonar la compañía unos años después, volvería de nuevo en 1985. En esta segunda etapa interpretó papeles como: Henrik Hoefgen, en la adaptación teatral de la novela Mephisto (1986); Jacques, en Como gustéis (1985); Aquiles, en Troilo y Crésida (1985); Hamlet, en su homónima (1992); Antonio, en Antonio y Cleopatra (1998).
Otras representaciones importantes incluyen Private Lives (2001-2002), de Noël Coward, de nuevo con Howard Davies de director y Lindsay Duncan de co-protágonista; John Gabriel Borkman (2009) de Henrik Ibsen, junto a Lindsay Duncan y Fiona Shaw; y Seminar (2011-2012), con guion original de Theresa Rebeck, dirigida por Sam Gold y coprotagonizada por Jerry O'Connell, entre otros.
En 1988, y tras una dilatada carrera teatral, actuó en su primera película: Die Hard, a las órdenes de John McTiernan, lo que supuso el inicio de una destacada carrera cinematográfica. En la cinta interpreta al villano Hans Gruber, un genio alemán y terrorista que planea el secuestro de un edificio llamado Nakatomi Plaza, con el fin de sustraer todas las riquezas que en este se encuentran para lo cual toma a todos sus empleados como rehenes cuando estos celebraban la fiesta de Navidad.
Durante los años siguientes actuó en varias películas, entre ellas Robin Hood: príncipe de los ladrones (1991), Sentido y sensibilidad (1995), Dogma (1999), la parodia de Star Trek titulada Héroes fuera de órbita (1999), Love Actually (2003), la película de Tim Burton Sweeney Todd (2007) -basada en el musical de Broadway, en la que interpreta al juez Turpin- y todas las entregas de la saga de Harry Potter (2001, 2002, 2004, 2005, 2007, 2009, 2010, 2011), basada en las novelas de la autora británica J. K. Rowling, donde interpretó al profesor de pociones Severus Snape y por la que recibió numerosos elogios y se lo califica como uno de sus mejores trabajos. Cabe destacar que fue Rowling quien propuso a Rickman para el papel y es uno de los pocos actores a los que ha contado algunos secretos sobre sus personajes antes de que fuesen revelados en los libros.
En 1997 rodó su primera película como director cinematográfico, El invitado de invierno, protagonizada por Phyllida Law y Emma Thompson. En 2014 estrenó su segundo film como director, A Little Chaos, en el que Rickman interpreta al rey Luis XIV. La cinta contó con las actuaciones de Kate Winslet, Matthias Schoenaerts, Stanley Tucci, Helen McCrory y Steven Waddington, entre otros.

### Vida personal
En 1965 conoció a su futura novia, Rima Horton,  quien fue concejal para el Partido Laborista del Reino Unido, vivió con ella desde 1977 hasta la muerte de Alan Rickman. Se casaron en el 2012 en una boda privada en Nueva York. No tuvieron hijos.

### Fallecimiento
Rickman falleció el 14 de enero de 2016 en Londres a causa de un cáncer de páncreas a los sesenta y nueve años. Meses antes del estreno de dos películas que ya había terminado de rodar: Eye in the Sky, un thriller en el que compartió cartel con Helen Mirren y Aaron Paul y Alicia a través del espejo, en la que puso su voz a la Oruga azul del País de las Maravillas.

## Filmografía

### Como actor
| Año  | Producción                                         | Personaje                                              |
| ---- | -------------------------------------------------- | ------------------------------------------------------ |
| 1978 | Romeo y Julieta                                    | Teobaldo                                               |
| 1982 | The Barchester Chronicles                          | Obadiah Slope                                          |
| 1988 | Die Hard                                           | Hans Gruber                                            |
| 1989 | The January Man                                    | Ed, el pintor                                          |
| 1990 | Truly, Madly, Deeply                               | Jamie                                                  |
| 1990 | Quigley Down Under                                 | Elliot Marston                                         |
| 1991 | Tierra de armarios                                 | Whilst                                                 |
| 1991 | Robin Hood: príncipe de los ladrones               | George, Sheriff de Nottingham                          |
| 1991 | Close My Eyes                                      | Sinclair                                               |
| 1992 | Ciudadano Bob Roberts                              | Lukas Hart III                                         |
| 1994 | Mesmer                                             | Franz Mesmer                                           |
| 1995 | Sense and Sensibility                              | Col. Christopher Brandon                               |
| 1995 | Lumiere y Compañía                                 |                                                        |
| 1995 | An Awfully Big Adventure                           | P.L. O'Hara                                            |
| 1996 | Michael Collins                                    | Éamon de Valera                                        |
| 1996 | Rasputín                                           | Monje Grigori Rasputín                                 |
| 1997 | El invitado de invierno                            | Hombre en la calle                                     |
| 1998 | El beso de Judas                                   | Detective David Friedman                               |
| 1998 | La isla de la niebla                               | David Weigberg                                         |
| 1999 | Héroes fuera de órbita                             | Alexander Dane (Dr. Lazarus)                           |
| 1999 | Dogma                                              | Metatrón                                               |
| 2000 | ¡Mamá! soy un pez                                  | Voz del malvado Joe                                    |
| 2000 | Play                                               | Hombre                                                 |
| 2001 | Harry Potter y la piedra filosofal                 | Severus Snape                                          |
| 2001 | Éxito por los pelos                                | Phil Allen                                             |
| 2002 | Harry Potter y la cámara secreta                   | Severus Snape                                          |
| 2003 | Love Actually                                      | Harry                                                  |
| 2004 | Harry Potter y el prisionero de Azkaban            | Severus Snape                                          |
| 2004 | Something the Lord Made                            | Alfred Blalock                                         |
| 2005 | Harry Potter y el cáliz de fuego                   | Severus Snape                                          |
| 2005 | La guía del viajero galáctico                      | Voz de Marvin, el androide paranoide                   |
| 2006 | El perfume                                         | Antoine Richis                                         |
| 2006 | Snow Cake                                          | Alex Hughes                                            |
| 2007 | Sweeney Todd                                       | Juez Turpin                                            |
| 2007 | Harry Potter y la Orden del Fénix                  | Severus Snape                                          |
| 2007 | Nobel Son                                          | Eli Michaelson                                         |
| 2008 | Bottle Shock                                       | Steven Spurrier                                        |
| 2009 | Harry Potter y el misterio del príncipe            | Severus Snape                                          |
| 2010 | Harry Potter y las reliquias de la Muerte: parte 1 | Severus Snape                                          |
| 2010 | The Song of Lunch                                  | Él                                                     |
| 2010 | Alicia en el país de las maravillas                | Voz de la oruga Absolem                                |
| 2011 | Harry Potter y las reliquias de la Muerte: parte 2 | Severus Snape                                          |
| 2012 | Gambit                                             | Lord Shabandar                                         |
| 2013 | The Butler                                         | Presidente Ronald Reagan                               |
| 2013 | A Promise                                          | Karl Hoffmeister                                       |
| 2013 | CBGB                                               | Hilly Kristal                                          |
| 2014 | A Little Chaos                                     | Rey Luis XIV                                           |
| 2015 | Eye in the Sky                                     | Teniente General Frank Benson                          |
| 2016 | Alicia a través del espejo                         | Voz de la Oruga Absolem, último papel cinematográfico. |

### Como director
- 1997: El invitado de invierno
- 2014: A Little Chaos

## Teatro

### Como actor
| Año  | Producción                 | Personaje             |
| ---- | -------------------------- | --------------------- |
| 1976 | Sherlock Holmes            | Sherlock Holmes       |
| 1977 | The Devil is an Ass        | Wittipol              |
| 1978 | Love's Labour's Lost       | Boyet                 |
| 1978 | Captain Swing              | Farquarson            |
| 1978 | The Tempest                | Ferdinand             |
| 1980 | Commitments                |                       |
| 1981 | The Seagull                | Mr. Aston             |
| 1983 | The Grass Widow            |                       |
| 1983 | Bad Language               | Bob                   |
| 1985 | As You Like It             | Jaques                |
| 1985 | Troilus and Cressida       | Achilles              |
| 1986 | Mephisto                   | Hendrik Hofgen        |
| 1987 | Les Liaisons Dangereuses   | Le Vicomte de Valmont |
| 1991 | Tango at the End of Winter | Sei                   |
| 1992 | Hamlet                     | Hamlet                |
| 1998 | Antony and Cleopatra       | Mark Antony           |
| 2002 | Private Lives              | Elyot Chase           |
| 2010 | John Gabriel Borkman       | John Gabriel Borkman  |
| 2012 | Seminar                    | Leonard               |

### Como director
- The Winter Guest (1995)
- My Name Is Rachel Corrie (2006)
- Creditors (2008)

## Premios

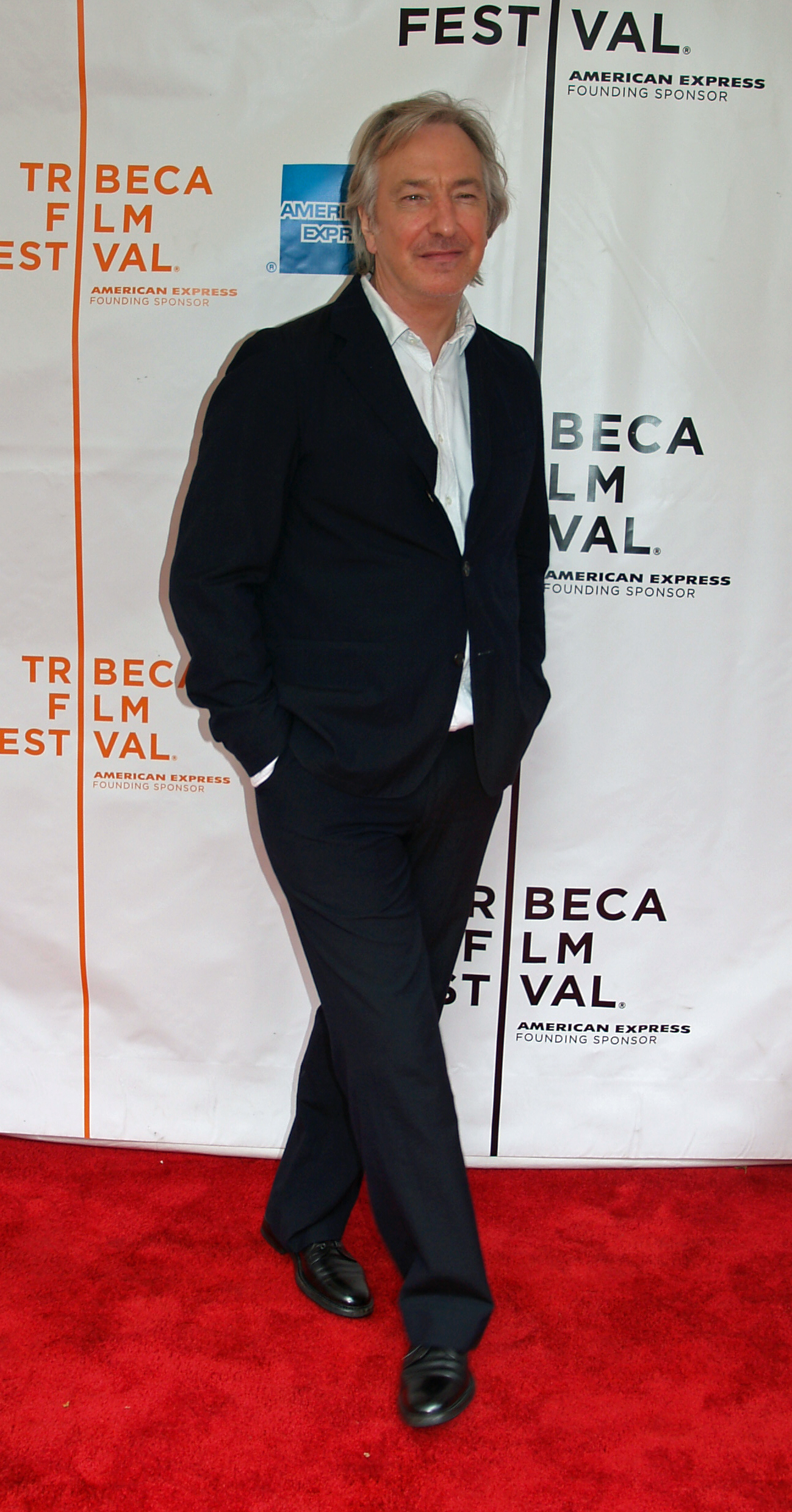
Rickman en el Festival de cine de Tribeca, en abril de 2007.

Premios Globo de Oro
| Año  | Categoría                            | Película | Resultado |
| ---- | ------------------------------------ | -------- | --------- |
| 1997 | Mejor actor de miniserie o telefilme | Rasputín | Ganador   |

Premios BAFTA
| Año  | Categoría              | Película                             | Resultado |
| ---- | ---------------------- | ------------------------------------ | --------- |
| 1991 | Mejor actor de reparto | Robin Hood: príncipe de los ladrones | Ganador   |
| 1991 | Mejor actor            | Truly, Madly, Deeply                 | Candidato |
| 1995 | Mejor actor de reparto | Sentido y sensibilidad               | Candidato |
| 1996 | Mejor actor de reparto | Michael Collins                      | Candidato |

Premios Primetime Emmy
| Año  | Categoría                           | Película                | Resultado |
| ---- | ----------------------------------- | ----------------------- | --------- |
| 1996 | Mejor actor - Miniserie o telefilme | Rasputín                | Ganador   |
| 2004 | Mejor actor - Miniserie o telefilme | Something the Lord Made | Candidato |

Premios del Sindicato de Actores
| Año  | Categoría                                         | Película               | Resultado |
| ---- | ------------------------------------------------- | ---------------------- | --------- |
| 1995 | Mejor reparto                                     | Sentido y sensibilidad | Candidato |
| 1996 | Mejor actor de televisión - Miniserie o telefilme | Rasputín               | Ganador   |
| 2013 | Mejor reparto                                     | The Butler             | Candidato |

Premios Satellite
| Año  | Categoría                                  | Película                | Resultado |
| ---- | ------------------------------------------ | ----------------------- | --------- |
| 1996 | Mejor actor - Miniserie o telefilme        | Rasputín                | Ganador   |
| 1999 | Mejor actor de reparto - Musical o Comedia | Dogma                   | Candidato |
| 2004 | Mejor actor - Miniserie o telefilme        | Something the Lord Made | Candidato |

Premios Saturn
| Año  | Categoría              | Película                                           | Resultado |
| ---- | ---------------------- | -------------------------------------------------- | --------- |
| 1991 | Mejor actor de reparto | Robin Hood: príncipe de los ladrones               | Candidato |
| 1999 | Mejor actor de reparto | Héroes fuera de órbita                             | Candidato |
| 2007 | Mejor actor de reparto | Sweeney Todd                                       | Candidato |
| 2011 | Mejor actor de reparto | Harry Potter y las reliquias de la Muerte: parte 2 | Candidato |

Premios Tony
| Año  | Categoría                                   | Película                 | Resultado |
| ---- | ------------------------------------------- | ------------------------ | --------- |
| 1987 | Mejor actor principal en una obra de teatro | Les Liaisons Dangereuses | Candidato |
| 2002 | Mejor actor principal en una obra de teatro | Private Lives            | Candidato |

Premios Laurence Olivier
| Año  | Categoría   | Película      | Resultado |
| ---- | ----------- | ------------- | --------- |
| 2002 | Mejor actor | Private Lives | Candidato |

Festival Internacional de Cine de Venecia
| Año  | Categoría              | Película                | Resultado |
| ---- | ---------------------- | ----------------------- | --------- |
| 1996 | León de Oro            | El invitado de invierno | Candidato |
| 1996 | Premio 'CinemAvvenire' | El invitado de invierno | Ganador   |
| 1996 | Premio OCIC            | El invitado de invierno | Ganador   |

Festival Internacional de Cine de Montreal
| Año  | Categoría   | Película | Resultado |
| ---- | ----------- | -------- | --------- |
| 1994 | Mejor actor | Mesmer   | Ganador   |